# Stazione di Monterotondo Bresciano
La stazione di Monterotondo Bresciano fu una fermata ferroviaria della linea Brescia-Iseo a servizio della frazione di Monterotondo di Passirano. Fu in funzione dal 1885 al 1932.

## Storia
La fermata fu aperta al servizio pubblico il 15 settembre 1885, qualche settimana dopo l'apertura della ferrovia Brescia-Monterotondo-Iseo.
A partire dal 1º febbraio 1919, il servizio principale della Brescia-Iseo fu trasferito sul raccordo Bornato-Paderno Franciacorta, pertanto la fermata fu servita soltanto da due coppie di corse Brescia-Iseo, che mantennero le tariffe del servizio economico.
Questo servizio fu mantenuto fino al 14 maggio 1932, quando risulta soppresso.
Nel secondo dopoguerra, il binario della ferrovia per Monterotondo fu definitivamente disarmato. Il fabbricato viaggiatori è stato convertito ad abitazione privata e la trincea, che caratterizzava il piano binari della fermata, fu coperta di materiale.

## Strutture ed impianti
La fermata si trovava sul culmine della linea fra Brescia e Iseo sul Colle di Monterotondo. Il tratto per arrivare fino alla frazione passiranese era in trincea, scavata in un "terreno murenico di natura ghiaiosa legato con forte cemento argilloso [...] sparso di voluminosi massi erratici". Le ascese medie dalla stazione di Passirano e da quella di Provaglio Superiore erano del 26,5‰.
Il fabbricato viaggiatori, convertito ad abitazione privata, è un corpo di muratura con le stesse impostazioni delle fermate della Rete Adriatica, come Paderno e Borgo San Giovanni. Si trova sul piano stradale quindi a un livello superiore rispetto al piano del ferro che correva appunto in trincea. Una scalinata consentiva ai viaggiatori di scendere al livello dell'unico binario di corsa.